# Campeonato Europeu de Ciclismo em Pista de 2013
O IV Campeonato Europeu de Ciclismo em Pista celebrou-se em Apeldoorn (Países Baixos) entre 18 e 20 de outubro de 2013 baixo a organização da União Europeia de Ciclismo (UEC) e a Federação Neerlandesa de Ciclismo.
As competições realizaram-se no velódromo Omnisport Apeldoorn da cidade neerlandesa. Foram disputadas 13 provas, 7 masculinas e 6 femininas.

## Medalhistas

### Masculino
| Evento                          | Ouro                                                                                 | Prata                                                                                  | Bronze                                                                                 |
| ------------------------------- | ------------------------------------------------------------------------------------ | -------------------------------------------------------------------------------------- | -------------------------------------------------------------------------------------- |
| Velocidade individual (19.10)   | Denis Dmitriyev · Rússia                                                             | Robert Förstemann · Alemanha                                                           | Jason Kenny · Reino Unido                                                              |
| Velocidade por equipas (18.10)  | Alemanha · René Enders · Robert Förstemann · Maximilian Levy · 43,636                | França · Grégory Baugé · Michaël D'Almeida · François Pervis · 43,902                  | Rússia · Denis Dmitriyev · Andrei Kubeyev · Pavel Yakushevski · 44,537                 |
| Perseguição por equipas (18.10) | Reino Unido · Owain Doull · Steven Burke · Edward Clancy · Andrew Tennant · 4:02,258 | Rússia · Artur Yershov · Ivan Kovaliov · Yevgueni Kovaliov · Alexandr Serov · 4:02,460 | Países Baixos · Tim Veldt · Dion Beukeboom · Roy Eefting · Jenning Huizenga · 4:04,998 |
| corrida por pontos (18.10)      | Elia Viviani · Itália · 76 pts.                                                      | Thomas Boudat · França · 64 pts.                                                       | Eloy Teruel Rovira · Espanha · 51 pts.                                                 |
| Keirin (20.10)                  | Maximilian Levy · Alemanha                                                           | Jason Kenny · Reino Unido                                                              | François Pervis · França                                                               |
| Madison (20.10)                 | Elia Viviani · Liam Bertazzo · Itália · 21 pts.                                      | David Muntaner Juaneda · Albert Torres Barceló · Espanha · 20 pts.                     | Kenny De Ketele · Gijs Van Hoecke · Bélgica · 11 (-1) pts.                             |
| Omnium (20.10)                  | Viktor Manakov · Rússia · 14 pts.                                                    | Tim Veldt · Países Baixos · 29 pts.                                                    | Martyn Irvine · Irlanda · 40 pts.                                                      |

### Feminino
| Evento                          | Ouro                                                                                   | Prata                                                                                          | Bronze                                                                                          |
| ------------------------------- | -------------------------------------------------------------------------------------- | ---------------------------------------------------------------------------------------------- | ----------------------------------------------------------------------------------------------- |
| Velocidade individual (19.10)   | Kristina Vogel · Alemanha                                                              | Elis Ligtlee · Países Baixos                                                                   | Jessica Varnish · Reino Unido                                                                   |
| Velocidade por equipas (18.10)  | Rússia · Yelena Brezhniva · Olga Streltsova · 33,563                                   | Alemanha · Kristina Vogel · Miriam Welte · 33,598                                              | Reino Unido · Rebecca James · Jessica Varnish · 33,771                                          |
| Perseguição por equipas (18.10) | Reino Unido · Laura Trott · Katie Archibald · Elinor Barker · Danielle King · 4:26,556 | Polónia · Katarzyna Pawłowska · Edyta Jasińska · Eugenia Bujak · Małgorzata Wojtyra · 4:35,957 | Rússia · Alexandra Chekina · Yevgueniya Romaniuta · Gulnaz Badykova · Mariya Mishina · 4:34,491 |
| corrida por pontos (18.10)      | Kirsten Wild · Países Baixos · 15 pts.                                                 | Danielle King · Reino Unido · 14 pts.                                                          | Leire Olaberria · Espanha · 13 pts.                                                             |
| Keirin (20.10)                  | Elis Ligtlee · Países Baixos                                                           | Kristina Vogel · Alemanha                                                                      | Virginie Cueff · França                                                                         |
| Omnium (20.10)                  | Laura Trott · Reino Unido · 15 pts.                                                    | Kirsten Wild · Países Baixos · 15 pts.                                                         | Jolien D'Hoore · Bélgica · 18 pts.                                                              |

## Medalheiro
| Ordem | País          | Medalha de ouro | Medalha de prata | Medalha de bronze | Total |
| ----- | ------------- | --------------- | ---------------- | ----------------- | ----- |
| 1     | Alemanha      | 3               | 3                | 0                 | 6     |
| 2     | Reino Unido   | 3               | 2                | 3                 | 8     |
| 3     | Rússia        | 3               | 1                | 2                 | 6     |
| 4     | Países Baixos | 2               | 3                | 1                 | 6     |
| 5     | Itália        | 2               | 0                | 0                 | 2     |
| 6     | França        | 0               | 2                | 2                 | 4     |
| 7     | Espanha       | 0               | 1                | 2                 | 3     |
| 8     | Polónia       | 0               | 1                | 0                 | 1     |
| 9     | Bélgica       | 0               | 0                | 2                 | 2     |
| 10    | Irlanda       | 0               | 0                | 1                 | 1     |
|       | TOTAL         | 13              | 13               | 13                | 39    |